# Cantó de Sent Micolau de la Grava
El cantó de Sent Micolau de la Grava és un cantó francès del departament de Tarn i Garona, situat al districte de Los Sarrasins. Té 14 municipis i el cap és Sent Micolau de la Grava.

## Municipis
- Sent Micolau de la Grava
- Angevila
- Castèlferrús
- Castèlmairan
- Caumont
- Còrdas
- Coturas
- Fajòlas
- Garganvilar
- La Borgada
- La Fita
- Montaïn
- Sent Anhan
- Sent Arromèc

## Història
| Data d'elecció                           | Identitat         | Partit | Qualitat |
| ---------------------------------------- | ----------------- | ------ | -------- |
| 1982-2008                                | Robert Descazeaux | PS     |          |
| 2008-                                    | Joël Capayrou     | PRG    |          |
| les dades anteriors no són pas conegudes |                   |        |          |
|                                          |                   |        |          |